# Bělá (Moravia-Slesia)
Bělá (in polacco Biała, in tedesco Bilau) è un comune della Repubblica Ceca facente parte del distretto di Opava, nella regione della Moravia-Slesia.